# Луи-Тома Савойский
Луи-Тома Савойский (фр. Louis-Thomas de Savoie; 15 декабря 1657, Париж — 14 (25) августа 1702, Ландау-ин-дер-Пфальц), граф де Суассон — французский и имперский генерал, участник войн Людовика XIV.

## Биография
Принадлежал к Кариньянской линии Савойского дома. Сын Эжена-Мориса Савойского, графа де Суассона, герцога Кариньянского, и Олимпии Манчини, старший брат имперского генерал-фельдмаршала принца Евгения Савойского.
Исходя из даты рождения, принятой на любительских генеалогических интернет-ресурсах (1 августа 1657), некоторые франкоязычные исторические сайты предполагают (либо утверждают), что Луи-Тома Савойский, родившийся, по их расчетам, менее чем через шесть месяцев после заключения брака его родителей, на самом деле был сыном Людовика XIV, состоявшего с Олимпией Манчини в любовной связи незадолго до её замужества. Король Франции был крестным отцом ребёнка.
Начал службу во время Голландской войны в качестве волонтера; 18 июля 1676 года получил пехотный полк своего имени (до этого полк дю Перш), которым командовал при осадах Валансьена и Камбре в 1677 году, Гента и Ипра, и в битве при Сен-Дени, близ Монса, в 1678 году, и при осаде Люксембурга в 1684 году.
В 1678 году пожалован герцогом Савойским в рыцари ордена Аннунциаты.
24 августа 1688 произведен в бригадиры пехоты. Волонтером участвовал в осадах Филиппсбурга, Мангейма и Франкенталя, под командованием дофина, в октябре — ноябре того года.
30 апреля 1689 года назначен во Фландрскую армию маршала д’Юмьера, и отличился в битве при Валькуре.
10 марта 1690 года произведен в лагерные маршалы, и 19 апреля определён в Германскую армию дофина. Участвовал во всех её военных акциях. В декабре того же года, следуя примеру своего младшего брата, покинул французскую службу, и перешел в армию императора. 10 мая 1701 года произведен в генерал-фельдцейхмейстеры.
Умер от ранения, полученного при осаде Ландау войсками Людвига Баденского.
Герцог де Сен-Симон упоминает графа Суассонского в связи с осадой Ландау. По словам мемуариста, Луи-Тома, оставшийся в детстве без отца и матери, вынужденной бежать из Франции, воспитывался, вместе с младшим братом Евгением, бабкой, Марией де Бурбон-Конде. Сен-Симон пишет, что человек он был бестолковый и дурного нрава, приверженный лишь своим удовольствиям. После эмиграции из Франции он долгое время оставался без дела, «поскольку вызывал отвращение везде, где предлагал свои услуги». Наконец, его младший брат и его кузен Людвиг Баденский устроили Луи-Тома на имперскую военную службу, где он вскоре и погиб.

## Семья
12 октября 1680 года женился на Урании де Лакрот (12.01.1655—14.11.1717), даме де Бове, дочери Франсуа-Поля де Лакрота, конюшего принца Конде, и Шарлотты-Мари де Мартель. Сен-Симон ошибочно утверждает, что она была внебрачной дочерью, и брак вызвал сильное неудовольствие бабки Луи-Тома и королевского двора, но Урания была столь очаровательна и умна, что придворные вскоре смирились с её происхождением. Комментаторы в издании 1883 года указывают, что брачный контракт её родителей был заключен 23 декабря 1653, и она была законной дочерью. Она была фрейлиной Мадам в Пале-Рояле, и, по утверждению герцогини, стала объектом сексуального интереса Людовика XIV (Louis XIV était devenu très-amoureux d’elle), перед которым устояла, поскольку отличалась «неколебимой добродетелью» (монарх, потерпев неудачу, занялся её подругой, мадемуазель де Фонтанж).
По словам Сен-Симона, овдовев, она ушла в монастырь в Пьемонте, далеко от Турина. В другом месте он утверждает, что после смерти мужа мадам де Суассон «жила в бедности, несчастье, скитаниях, etc». Комментаторы это также опровергают. Помимо значительного наследства, доставшегося ей от отца, и немалых средств, полученных по брачному контракту, она унаследовала от матери земли графства Маренн и баронии Тонне-Бутон. Кроме этого, Мадам положила ей пенсион в 12 тыс. ливров.
Дети:
- Виктория Савойская (13.9.1683—11.10.1763). Муж (17.04.1738, развод 1752): герцог Йозеф фон Саксен-Гильдбурггаузен (1702—1787), брак бездетный
- Луи-Тома Савойский (7.12.1685—1695) умер в возрасте 10 лет
- Тереза Анна Савойская (10.11.1686—1736), замужем не была, бездетна
- Эммануэль Томас Савойский (8.12.1687—28.12.1729), граф де Суассон. Жена (24.10.1713): принцесса Мария Терезия фон Лихтенштейн (1694—1772), дочь князя Ханса Адама I Лихтенштейнского и графини Эдмунды Марии Терезии фон Дитрихштейн
- Морис Савойский (29.1.1690—15.3.1710), холост, бездетен
- Эжен Савойский (4.7.1692—8.3.1712), холост, бездетен

## Комментарии
1. ↑  В литературе и интернете приводятся различные даты рождения: L'Art de vérifier les dates дает 15.12.1658[2], Франсуа Пинар — 16.12.1658[3], И. С. Семенов[4] и А. Шмидт-Брентано[5] — 15.12.1657. На любительских генеалогических интернет-ресурсах (в том числе на сайте Мирослава Марека) принята дата 1.08.1657